# 奥赛堤岸
奥赛堤岸（法語：Quai d'Orsay）是法國巴黎第七区的一段堤岸或滨河路（quai），位于塞纳河左岸，东起协和桥、圣日耳曼大道和阿里斯蒂德·白里安路（Rue Aristide-Briand）接阿纳托尔·法郎士堤岸，西到阿尔玛桥和抵抗广场（Place de la Résistance）。旁边是奥赛街。
法国外交部位于奥赛堤岸，法国人喜欢用地名称呼政府机构，因此奥赛码头通常代表着外交部或外交界的意思。
奥赛堤岸与巴克路（又称摆渡街，rue du Bac）在法国历史上发挥了重要作用，它在法国艺术史上也有一个位置，许多艺术家在堤岸附近描绘塞纳河的景色。近几年变成了塞纳河游船的一个停靠点，游客可以从这里下船参观著名的奥赛博物馆和法国国民议会所在地波旁宫。
外交部的建筑建造于1844年和1855年之间，由拉科尼（Lacornée）设计。其中雕像的外观是雕刻家亨利·特里克蒂（Henri Triqueti，1870）的作品。

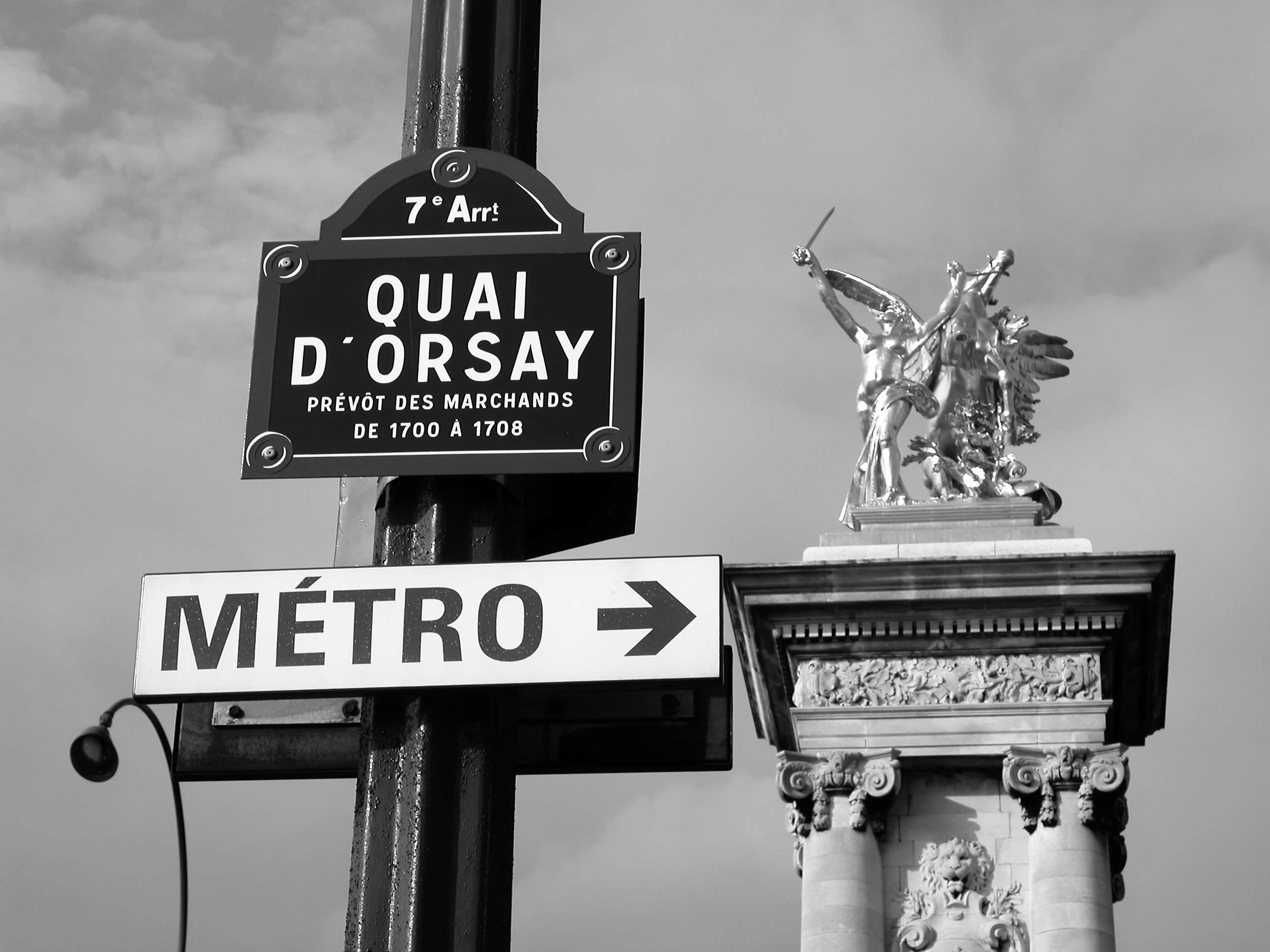
奥赛堤岸路标
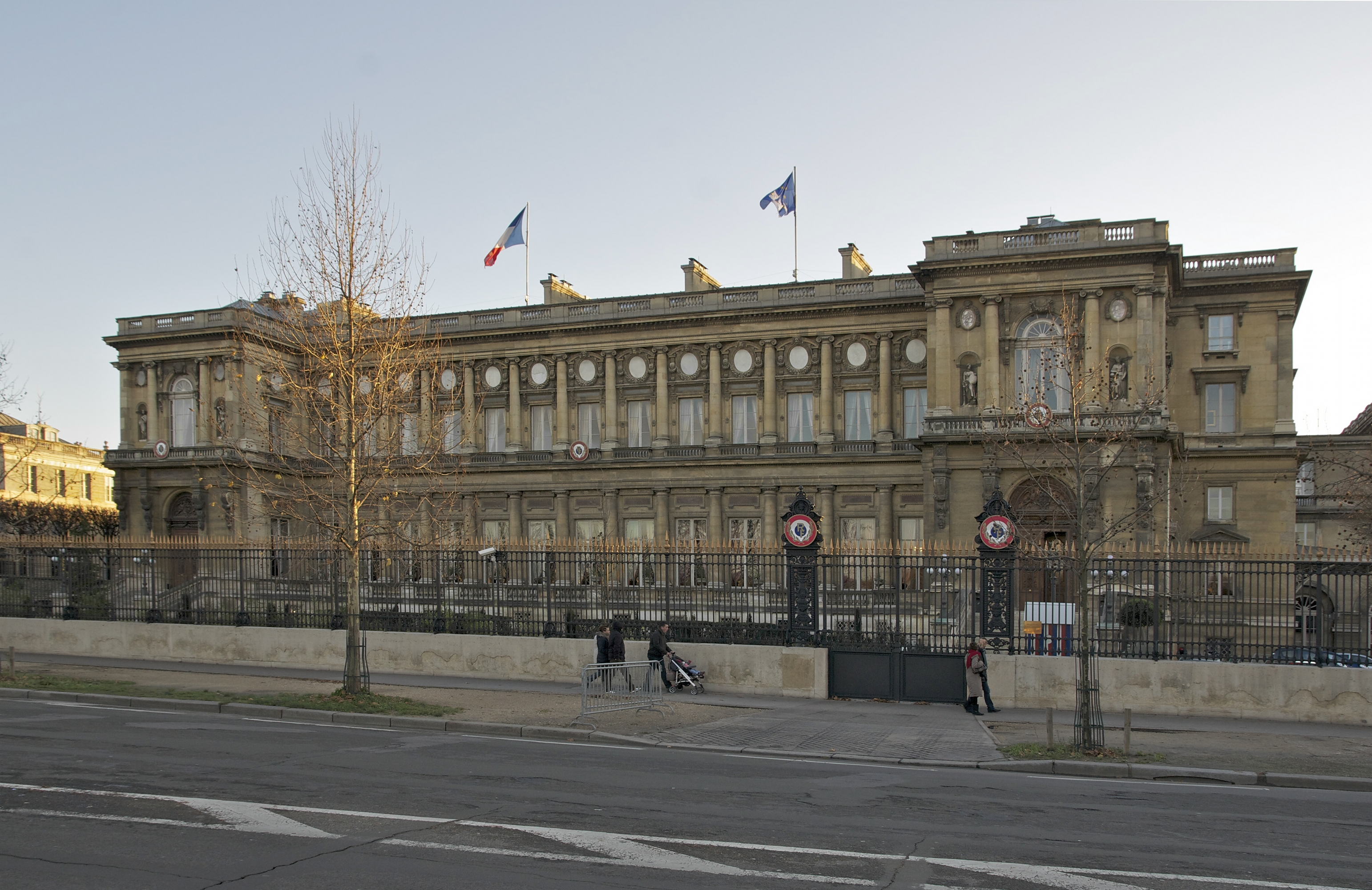
法国外交部
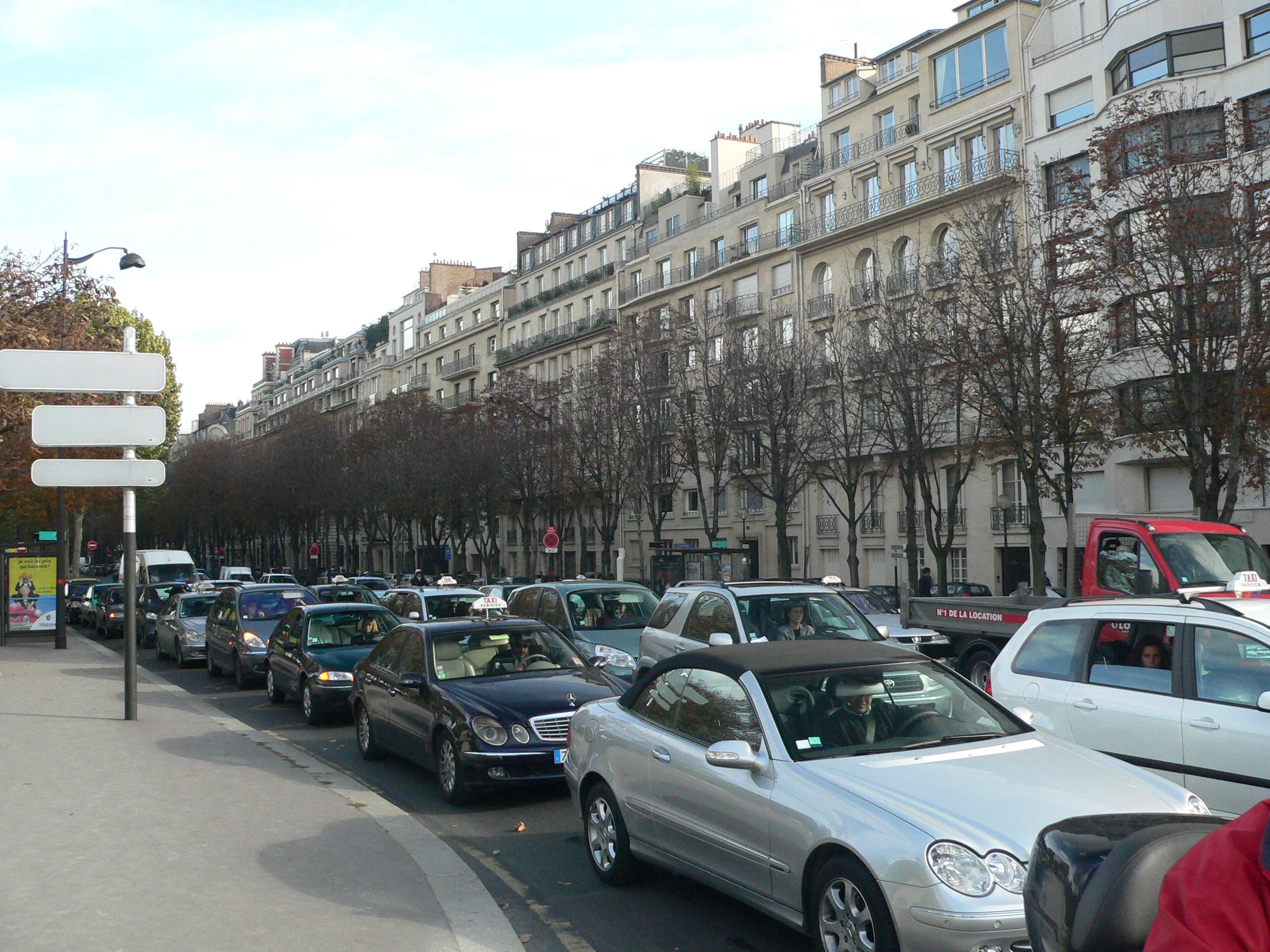
奥赛堤岸街景